# Дофаминовый рецептор
Дофаминовые рецепторы — класс трансмембранных метаботропных G-белок-связанных клеточных рецепторов, играющих важную роль в функционировании центральной нервной системы позвоночных. Основной эндогенный лиганд-агонист этих рецепторов — дофамин. Дофаминовые рецепторы участвуют в процессах мотивации, обучения, тонкой моторной координации, модулирования нейроэндокринных сигналов. Этот класс включает пять типов рецепторов: D1, D2, D3, D4 и D5.
Изменение дофаминергической функции отмечается в ряде нейрологических и психических расстройств, а сами рецепторы являются мишенями для множества лекарственных препаратов. Подавляющее большинство антипсихотиков — антагонисты рецепторов дофамина, а психостимуляторы зачастую косвенно их активируют.

## Классификация
Известно пять генов человека, кодирующих рецепторы дофамина. По структурным, биохимическим и фармакологическим характеристикам соответствующие рецепторы подразделяют на D1-подобные (D1, D5) и D2-подобные (D2, D3, D4). Впервые эти два класса рецепторов были выделены в 1979 на основании того, что только D1-подобные рецепторы активируют аденилатциклазу. Рецепторы группы D2 её, напротив, ингибируют.
Предполагается наличие рецепторов D6 и D7, но их существование пока не доказано.
Альтернативная классификация, предложенная в 1983,
подразделяет рецепторы по их эффектам: активация рецепторов группы DA1 вызывает релаксацию мышц и расширение сосудов; для этих рецепторов (R)-сульпирид является сильным антагонистом, апоморфин — слабым агонистом, а домперидон на них не действует. Активация рецепторов DA2 ингибирует действие норадреналина, апоморфин — их сильный агонист, а сильные антагонисты — (S)-сульпирид и домперидон. Дофаминовые рецепторы центральной нервной системы, по-видимому, относятся к этому классу.

### D1-подобные рецепторы
Как было сказано выше, к D1-подобным рецепторам относятся рецепторы D1 и D5. Характерной особенностью рецепторов этого класса является то, что они активируют G-белки семейства Gαs/olf, которые в свою очередь активируют аденилатциклазу.
D1-подобные рецепторы обнаруживаются только на постсинаптических мембранах клеток, чувствительных к дофамину. Гены рецепторов этого класса не содержат интронов, поэтому D1- и D5-рецепторы существуют в единственном сплайс-варианте.

### D2-подобные рецепторы
К D2-подобным рецепторам относятся рецепторы D2, D3 и D4. Эти рецепторы связываются с G-белками семейства Gαi/o и поэтому ингибируют аденилатциклазу. В отличие от D1-подобных, рецепторы D2 и D3 присутствуют не только на постсинаптических мембранах клеток, чувствительных к дофамину, но и на пресинаптических мембранах дофаминергических нейронов. Гены D2-подобных рецепторов содержат интроны: в гене рецептора D2 обнаружено 7 интронов, в гене D3 — 5, а в гене D4 — 3 (гены человека). Известно, что рецепторы D2 и D3 существуют в нескольких формах, что является результатом альтернативного сплайсинга их пре-мРНК. Структурно D2-подобные рецепторы отличаются тем, что их С-концевые домены в 7 раз короче, чем у D1-подобных рецепторов.

## Локализация рецепторов
Дофаминовые рецепторы присутствуют как в центральной нервной системе, так в периферических органах. Относительная доля дофаминергических нейронов в головном мозге невелика (менее 1/100 000 всех нейронов). Эти нейроны формируют несколько основных дофаминергических путей: нигростриарный, мезолимбический, мезокортикальный и тубероинфундибулярный.
Дофаминовый рецептор D1 является самым широко распространённым дофаминовым рецептором в головном мозге, он синтезируется в большем количестве чем другие рецепторы. Он обнаруживается в высокой концентрации в нигростриарном, мезолимбическом и мезокортикальном путях, а именно в лобных долях, полосатом теле, чёрной субстанции, прилежащем ядре, обонятельном бугорке и миндалевидном теле. Также в меньшей концентрации он присутствует в гиппокампе, мозжечке, таламической и гипоталамической областях.
Рецептор D2 в высокой концентрации присутствует в полосатом теле, обонятельном бугорке, прилежащем ядре, чёрной субстанции, гипоталамусе, вентральной области покрышки и миндалевидном теле, то есть примерно в тех же участках мозга, где обнаруживается и рецептор D1. Тем не менее, дополнительные исследования помогли установить, что только 5—15 % проекционных нейронов дорсальной части полосатого тела экспрессируют оба рецептора одновременно. Остальные нейроны могут быть разделены на две группы, в зависимости от того, какой из рецепторов они содержат.
Рецептор D3 имеет более узкий профиль распространения, чем рецепторы, описанные выше. В наибольшей концентрации он присутствует в прилежащем ядре, обонятельном бугорке и островках Калеха. В существенно более низких концентрациях рецептор D3 обнаруживается в компактной части чёрной субстанции, вентральной области покрышки и мозжечке.
Уровень экспрессии рецептора D4 в мозге существенно ниже, чем рецептора D2. Доказано, что рецептор D4 присутствует в коре больших полушарий, гиппокампе, полосатом и миндалевидном телах.
Рецептор D5 синтезируется в небольшом количестве в разных участках мозга: в пирамидальных нейронах префронтальной коры, поясной коре, энторинальной коре, чёрной субстанции, зубчатой извилине, гиппокампе и гипоталамусе.
Все пять типов рецепторов дофамина встречаются и за пределами головного мозга. Так рецепторы D1, D2 и D4 были обнаружены в сетчатке, а рецептор D2 — в гипофизе. Дофаминовые рецепторы синтезируются в разных пропорциях в клетках почек, надпочечников, симпатических ганглиев, кровеносных сосудов, сердца и пищеварительного тракта.